# Сред дивата природа
Сред дивата природа (Into the Wild) е филм от 2007 година по книгата „Сред дивата пустош“ на Джон Кракауер, написана по истински случай и описваща приключенията на 23-годишния Кристофър Маккендлес. Режисьор и сценарист на филма е Шон Пен и по мнението на критиците е един от претендентите за Оскар. Премиерата му е в Торонто, Канада, на 21 септември 2007 година.

## Актьорски състав
| Актьор           | В ролята на          |
| ---------------- | -------------------- |
| Емил Хърш        | Кристофър Маккендълс |
| Марша Гей Хардън | Били Маккендълс      |
| Джена Малоун     | Керън Маккендълс     |
| Уилям Хърт       | Уолт Маккендълс      |
| Винс Вон         | Уейн Уестербърг      |
| Катрин Кийнър    | Джен Бърнс           |
| Кристен Стюарт   | Трейси               |

## Сюжет
Внимание:  Текстът по-долу разкрива сюжета на произведението (или части от него)!
Действието на филма се развива през 1990 година, когато Крис Маккендълс завършва колежа Емъри. Той е сред най-добрите студенти и спортисти на випуска си. Макар да споменава пред родителите си за намерението си да следва право, той дарява спестяванията си от $24 000, изгаря последните банкноти в портфейла си, нарязва кредитните си карти и всички документи за самоличност и тайно, без да спомене нищо на близките си, се отправя на пътешествие на автостоп с крайна цел Аляска.
Крис е идеалист, обича да чете Джек Лондон, Лев Толстой, Хенри Дейвид Торо и мечтае да живее сред дивата природа, далече от фалша на обществото. Той изоставя колата си насред пустинята, работи известно време в Южна Дакота и живее за кратко сред хипитата в Слаб сити, Калифорния. Спуска се по реката Колорадо с каяк, установява се за няколко седмици на палатка в Анза-Борего в близост до колония на нудисти и криейки се по товарни влакове, успява да стигне Аляска.
На десетки мили от всякакво човешко присъствие, в националния парк Денали Крис Маккендълс намира един стар изоставен автобус, който се превръща в негово жилище за следващите 113 дни. Той използва разтопен сняг за питейна вода, яде убити от него животни и диви растения и чете книги. Умира през август 1992 от недояждане и вероятно отравяне с храна, или зараза от непречистената вода.
През цялото време на пътешествието той води дневник, по който след това е писана книгата, а по-късно направен и филмът. На 12 август, той пише: "Живял съм щастлив живот и благодаря на Господ. Довиждане и Бог да благослови всички!" (I HAVE HAD A HAPPY LIFE AND THANK THE LORD. GOODBYE AND MAY GOD BLESS ALL!). Малко преди да умре, с последни сили, той пише в дневника: „Щастието е истинско, само ако е споделено“ (Happiness is only real when shared).

## Саундтрак
Канадският музикант Индио е автор на песента „Hard Sun“, която е част от единствения му студиен албум „Big Harvest“ от 1989 година. Автор на песента „Society“ е Джери Ханан. Останалите песни са с музика и текст на Еди Ведър, известен като вокалист на Пърл Джем.
| 1  | „Setting Forth“   | 1:37 |
| 2  | „No Ceiling“      | 1:34 |
| 3  | „Far Behind“      | 2:15 |
| 4  | „Rise“            | 2:36 |
| 5  | „Long Nights“     | 2:31 |
| 6  | „Tuolumne“        | 1:00 |
| 7  | „Hard Sun“        | 5:22 |
| 8  | „Society“         | 3:56 |
| 9  | „The Wolf“        | 1:32 |
| 10 | „End of the Road“ | 3:19 |
| 11 | „Guaranteed“      | 7:22 |

Песента „Guaranteed“ печели награда Златен глобус и е номинирана за Грами.